# Tapadas
 (août 2022).

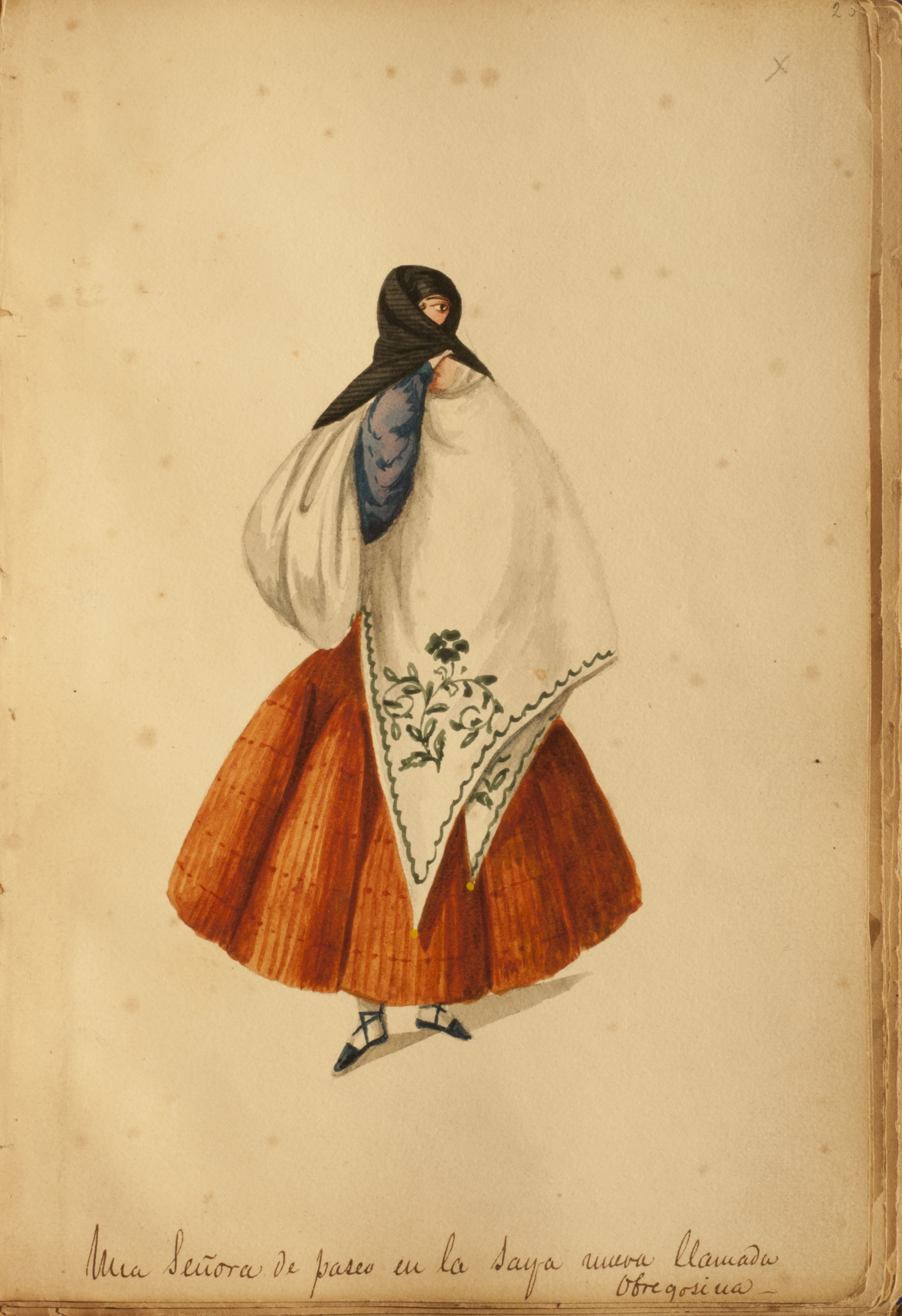
Une tapada par Pancho Fierro (XIX).

Dans l'Histoire du Pérou, les tapadas (« couvertes ») sont de riches femmes issues de la classe coloniale péruvienne qui, en public, se couvraient la tête et le visage de manière à ne voir que d'un seul œil.